# Dubrowka (dieriewnia w rejonie dubrowskim)
Dubrowka (ros. Дубровка) – wieś (dieriewnia) w Rosji, w obwodzie briańskim, w rejonie dubrowskim. W 2010 liczyła 21 mieszkańców.